# Peraltilla
Peraltilla – gmina w Hiszpanii, w prowincji Huesca, w Aragonii, o powierzchni 16,2 km². W 2011 roku gmina liczyła 202 mieszkańców.